# 방곡초등학교
방곡초등학교(芳谷初等學校)는 대한민국 부산광역시 기장군에 있는 공립 초등학교이다.

## 연혁
- 2016년 3월 1일 초대 박시현 교장 부임 및 개교(14학급, 남 127명, 여 121명)
- 2016년 3월 2일 입학식 및 시업식 (가동초등학교, 달산초등학교 학급 축소)